# Lomaspilis subdeleta
Lomaspilis subdeleta là một loài bướm đêm trong họ Geometridae.